# Paul Meuter
Paul Meuter (* 9. Oktober 1903 in Solingen; † 22. Juni 1998 in Dresden) war ein deutscher Kommunist.
Paul Meuter trat 1929 in die KPD ein. Von 1933 bis 1935 war er in Solingen im Widerstand aktiv. Im November des Jahres 1935 emigrierte er in die Schweiz und arbeitete dort in der Abschnittsleitung Süd der KPD. Nachdem er bei Kriegsanbruch untergetaucht war, wurde er 1942 verhaftet und im Sonderlager für sogenannte Linksextremisten in Gordola im Tessin interniert. Von 1944 bis 1945 war er in der Bewegung Freies Deutschland aktiv. Nach seiner Rückkehr 1945 nach Deutschland war er von 1946 bis 1951 Stadtverordneter der KPD in Solingen. 1951 siedelte er auf Weisung der KPD in die DDR über, wo er ab 1960 bis zur Pensionierung 1967 im Stadtrat für Volksbildung und Kultur in Dresden beschäftigt war.

## Auszeichnungen
- Am 14. September 1958 wurde Paul Meuter die Medaille für Kämpfer gegen den Faschismus 1933 bis 1945 verliehen.[4]
- 1973 erhielt er den Orden Banner der Arbeit.[5]
- 1988 wurde er mit dem Vaterländischen Verdienstorden in Gold ausgezeichnet.[6]